# Aéroport international de Belo Horizonte/Confins
Pour les articles homonymes, voir CNF.
L'aéroport international de Belo Horizonte/Confins — Tancredo Neves (code IATA : CNF • code OACI : SBCF) est un aéroport international brésilien situé à Confins, dans l'État de Minas Gerais. Il dessert notamment Belo Horizonte.
L'aérodrome a la capacité de répondre à une demande annuelle de 32 millions d'utilisateurs et peut accueillir de gros avions, tels que le Boeing 747, l'Airbus A380 et l'Antonov An-124. C'est le hub d'Azul Linhas Aéreas, la ville phare de Gol Linhas Aéreas, et elle est également desservie par les compagnies aériennes LATAM, Avianca, Copa Airlines, TAP Portugal, LATAM Chile, SKY Airline et VoePass.

## Situation
| \| 200 km1:42 212 000 \| São Paulo-Guarulhos São Paulo-Congonhas Brasília Rio-Galeão Belo Horizonte Campinas Rio-Santos-Dumont Recife Porto Alegre Salvador Fortaleza Curitiba Florianópolis Belém Vitória Goiânia Manaus Navegantes |
| 200 km1:42 212 000 |

## Statistiques
Pour des raisons techniques, il est temporairement impossible d'afficher le graphique qui aurait dû être présenté ici.

Voir la requête brute et les sources sur Wikidata.

## Compagnies et destinations
| Compagnies              | Destinations |
| ----------------------- | --- |
| Azul Brazilian Airlines | - Aracaju (en), - Araxá, - Belém, - Brasília, - Buenos Aires-Ezeiza, - Cabo Frio (en), - Caldas Novas (en), - São Paulo/Campinas, - Campo Grande, - Carajás, - Cuiabá (en), - Curitiba, - Feira de Santana (en), - Florianópolis, - Fortaleza, - Fort Lauderdale-Hollywood, - Foz do Iguaçu, - Goiânia, - Ilhéus (en), - Jericoacoara (en), - João Pessoa, - Juiz de Fora-F. de Assis (en), - Maceió, - Manaus, - Marabá, - Montes Claros (en), - Natal, - Orlando, - Palmas (en), - Porto Alegre, - Porto Seguro (en), - Porto Velho (en), - Recife, - Ribeirão Preto (en), - Paranaguá, - Rio de Janeiro/Galeão, - Salvador de Bahia, - São Luís, - São Paulo/Congonhas, - São Paulo/Guarulhos, - Teixeira de Freitas (en), - Teresina, - Uberaba, - Uberlândia, - Vitória En saison :Valença |
| Copa Airlines           | Panama-Tocumen |
| Gol Transportes Aéreos  | Brasília, Carajás, Montes Claros (en), Porto Alegre, Rio de Janeiro/Galeão, Paranaguá, Salvador de Bahia, São Paulo/Congonhas, São Paulo/Guarulhos |
| LATAM Brasil            | Brasília, Porto Seguro (en), Paranaguá, São Paulo/Congonhas, São Paulo/Guarulhos En saison : Florianópolis |
| Sky Airline             | En saison Charter : Santiago du Chili-A.-M.-Benítez |
| TAP Air Portugal        | Lisbonne-H. Delgado |

Édité le 29/01/2020